# موتور زرگرها شماره ۱
موتور زرگرها شماره ۱ یک منطقهٔ مسکونی در ایران است که در دهستان ارزوئیه واقع شده‌است. موتور زرگرها شماره ۱ ۱۷۵ نفر جمعیت دارد.